# Henryk Policht
Henryk Michał Policht (ur. w 1888 w Wiatrowicach, zm. 28 maja 1967 w Krakowie) – polski pedagog i malarz kolorysta.
Z wykształcenia pedagog, dyplom nauczyciela rysunku uzyskał w 1924 r. Przez wiele lat w okresie przed i po II wojnie światowej nauczał rysunku w krakowskich szkołach średnich i na kursach nauczycielskich. Autor kilku podręczników (Metodyczne nauczanie wycinanki, Interpretacja obrazów w nauce szkolnej, Nauka rysunku).
W latach 1915-20 studiował na Akademii Sztuk Pięknych w Krakowie, był uczniem Józefa Mehoffera. Debiutował uczestnictwem w wystawie Towarzystwa Przyjaciół Sztuk Pięknych w Krakowie w 1920 r. Członek Grupy Artystów Polskich "Krąg". Wystawiał prace w Krakowie, Warszawie, Poznaniu, Łodzi, Lublinie i Radomiu. Kilkakrotnie zdobywał nagrody i wyróżnienia.
Malował pejzaże, często związane z tematyką krakowską, a zwłaszcza widoki Salwatora i okolic. S. Tylek określa jego twórczość następującymi słowami: Pejzaże Polichta to nie tylko dzieła sztuki, to także rodzaj materiału archiwalnego, stworzonego przez spostrzegawczego i dociekliwego człowieka, zafascynowanego architekturą Krakowa. Malował także portrety, martwe natury i kwiaty.

## Wystawy indywidualne
- 1936, Towarzystwo Zachęty Sztuk Pięknych w Warszawie[1],
- listopad 2004, Galeria Sztuki Aleksandra Jasickiego "Atelier Piekarnia"[1].